# خواب و احساسات
خواب و احساسات، نقش کلیدی در بهداشت روانی کلی دارند و خواب نقش مهمی در حفظ خون‌ایستی بهینه عملکرد عاطفی ایفا می‌کند. کمبود خواب، چه به صورت محرومیت از خواب و چه به صورت محدودیت، بر تولید احساسات، تنظیم هیجان و بیان عاطفی تأثیر منفی می‌گذارد.

## مدل‌های از دست دادن خواب و واکنش عاطفی
دانشمندان دو توضیح برای تأثیرات کم خوابی بر احساسات ارائه می‌دهند. یک توضیح این است که از دست دادن خواب باعث عدم مهار نواحی عاطفی مغز می‌شود که منجر به افزایش کلی در شدت عاطفی می‌شود(همچنین به عنوان مدل اختلال در تنظیم نامیده می‌شود). توضیح دیگر توضیح می‌دهد که چگونه از دست دادن خواب باعث افزایش خستگی و خواب‌آلودگی می‌شود، همراه با کاهش کلی انرژی و برانگیختگی، که منجر به کاهش کلی در شدت عاطفی می‌شود (همچنین به عنوان مدل خستگی نامیده می‌شود).

### مدل بی نظمی
مدل بی نظمی توسط مطالعات خودگزارشی عصبی، فیزیولوژیکی و ذهنی پشتیبانی می‌شود. مناطق عاطفی مغز (مثلا آمیگدال) ۶۰ درصد واکنش پذیری بیشتری به عکس‌های منفی عاطفی پس از یک شب محرومیت از خواب نشان داده‌اند که با تصویربرداری رزونانس مغناطیسی هسته‌ای عملکردی اندازه‌گیری می‌شود. پنج روز محدودیت خواب (چهار ساعت فرصت خواب در هر شب) باعث کاهش ارتباط با نواحی قشر مغز درگیر در تنظیم آمیگدال شد. نشان داده شد که قطر مردمک در پاسخ به عکس‌های منفی به دنبال محرومیت از خواب به‌طور قابل توجهی افزایش می‌یابد. هنگامی که در معرض محرک‌های مثبت قرار گرفتند، شرکت‌کنندگان محروم از خواب واکنش‌پذیری هیجانی تقویت‌شده‌ای را در سراسر مغز میانی، مخطط، لیمبیک و نواحی پردازش بینایی مغز نشان دادند. یک شب محرومیت از خواب باعث شد شرکت‌کنندگان در مورد تصاویر خنثی نسبت به شرکت‌کنندگان غیرمملو از خواب منفی‌تر قضاوت کنند.یک شب از دست دادن خواب نیز باعث افزایش تکانشگری به محرک‌های منفی شد.

### مدل خستگی
مدل خستگی توسط خود گزارش ذهنی و مطالعات فیزیولوژیکی پشتیبانی می‌شود. برانگیختگی، همان‌طور که توسط نوار مغزی اندازه‌گیری می‌شود، با افزایش کم خوابی کاهش می‌یابد، که منجر به کاهش میل به انجام و تلاش می‌شود. از دست دادن خواب کوتاه مدت با بی‌حسی در تشخیص حالات منفی و مثبت صورت همراه است. اشکال مختلف بیان عاطفی، از جمله بیان چهره و صدا، تحت تأثیر نامطلوب از دست دادن خواب هستند. پس از یک شب محرومیت از خواب، شرکت‌کنندگان در پاسخ به محرک‌های مثبت، بیانی چهره را کاهش دادند، و همچنین کاهش بیان صوتی احساسات مثبت را نشان دادند. کم خوابی تولید واکنش‌های صورت را در پاسخ به چهره‌های احساسی کند می‌کند. یک تا دو شب از دست دادن خواب در بزرگسالان سالم با کاهش شدت خلق‌های مثبت (یعنی شادی و فعال‌سازی)، و همچنین افزایش شدت خلق‌های منفی (یعنی خشم، افسردگی، ترس و خستگی) همراه است. قرار گرفتن طولانی مدت مزمن در معرض خواب ناکافی با کاهش خوش‌بینی و جامعه پذیری و افزایش تجارب ذهنی خواب آلودگی و خستگی همراه است.علاوه بر این، خواب محدود به پنج ساعت در شب در طول یک هفته باعث افزایش قابل توجهی در گزارش‌های خود مبنی بر اختلال خلقی ذهنی و خواب‌آلودگی می‌شود.